# Керченская бухта
Керченская бухта — незамерзающая бухта в Керченском проливе Азовского моря.
Бухта именуется Керченской с XVIII века. Также известна как Керченская губа, Керченский залив, Керченский рейд.
Вдаётся на 4,3 км в восточный берег Керченского полуострова, являющегося частью полуострова Крым. Ширина у входа около 5 км. Глубина до 5 м, к торговому порту фарватер углублён.
Северо-восточной границей бухты является мыс Змеиный, юго-западной — мыс Ак-Бурун. На северном берегу бухты в неё вдаётся мыс Карантинный.
Южный берег возвышенный, крутой, местами обрывистый; западный берег низменный и песчаный (за исключением горы Митридат); северный берег от горы Митридат до Карантинного мыса низменный, глинистый. На участке между Карантинным и Змеинным мысами северный берег высокий, каменистый, местами утёсистый. Практически вся береговая линия бухты урбанизирована. На берегу бухты расположен город и порт — Керчь. В бухте расположился Керченский морской торговый порт. На южном берегу бухты находится крепость Керчь.
Бухта заполняется водой то из Чёрного, то из Азовского моря, что обуславливает колебания солёности воды. Бухта относится к загрязнённым районам Азовского моря.